# ایناموراگاساکی

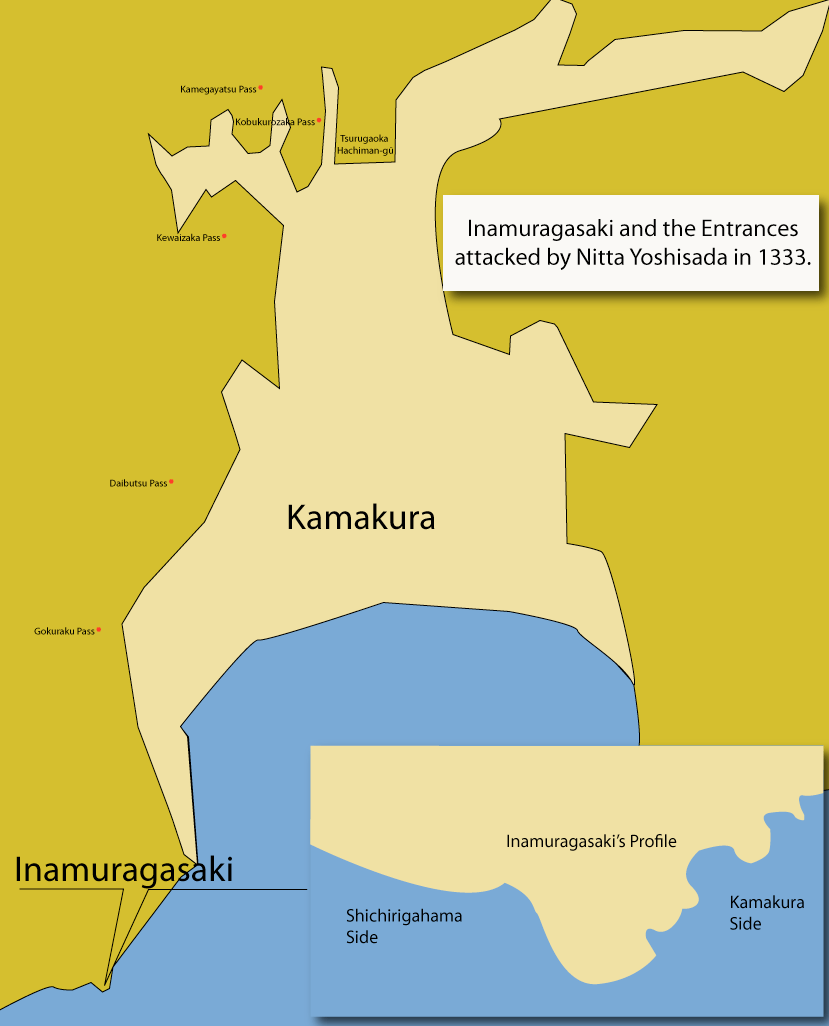
موقعیت نسبی ایناموراگاساکی و پاس های مورد حمله نیتا یوشی‌سادا

ایناموراگاساکی (به ژاپنی: 稲村ケ崎  Inamuragasaki)، دماغه ای در انتهای غربی یویگاهاما (ساحل) در  کاماکورا، کاناگاوا،  استان کاناگاوا،  ژاپن است.